# Karakhanidi

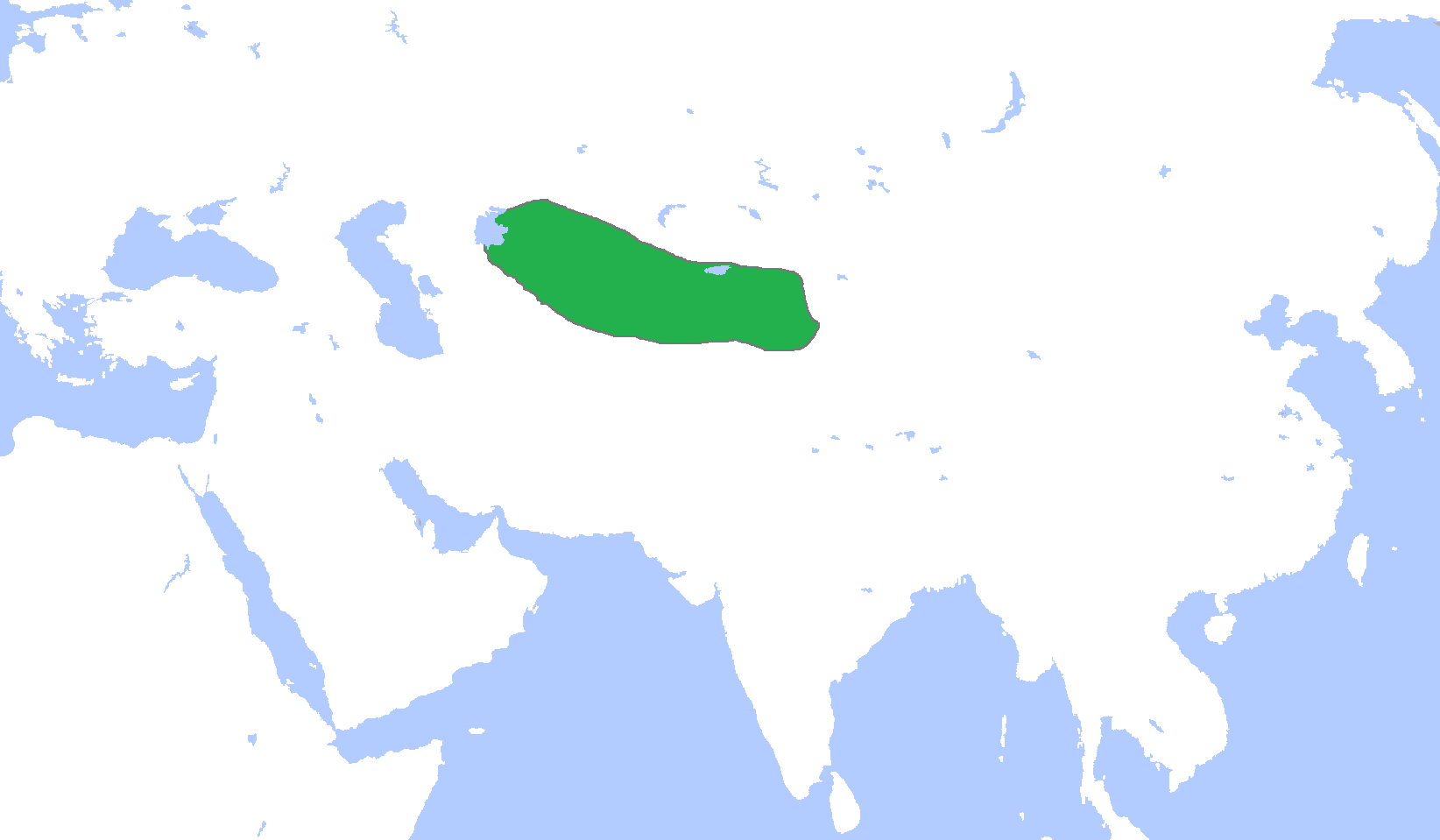
Il Khanato karakhanide verso l'anno 1000

Il Khanato karakhanide fu un Khanato di cultura turca, fondato dalla dinastia "turca" dei Karakhanidi o Qarakhānidi, chiamati anche Ilek Khanidi (turco Karahanlılar, cinese 黑汗, 桃花石). Il Khanato controllò l'Asia Centrale centrasiatica Transoxania dall'840 al 1211. Sue capitali furono Kashgar, Balasagun, Uzgen e, ancora una volta, Kashgar. Il nome deriva dai sostantivi turchi "Kara" e "Khan". "Kara" significa "nero", ma indica anche la "nobiltà", mentre "Khan", attualmente Kağan, è un titolo turco centrasiatico dato a un governante di uno Stato, al pari di Hakan, Tanhu, Yabgu e İlbey.

## Origini

### Storia antica
Malgrado la continuità con il primo Khaganato uiguro e l'affinità con i Kara-Khoja, i Karakhanidi reclamarono di discendere dalla leggendaria dinastia Afrasiab. L'uso della scrittura verticale uigura tra i Turchi musulmani si estese abbondantemente fino all'età timuride nel Turkestan occidentale, come pure in età manciù in alcune enclaves del Turkestan orientale. Nei Beilikati turchi d'Anatolia in epoca ilkhanide e nel primo periodo ottomano gli scrivani ancora conservarono la scrittura verticale nel concludere le transazioni con i Timuridi. Questi scribi furono chiamati "bakshi", un nome forse d'origine cinese che significa "grande studioso", uno dei titoli del soldato-studioso confuciano Yelü Dashi, oppure d'origine sanscrita.
Elementi sedentari musulmani persianizzati di cultura karakhanide sono attualmente presenti fra gli Uiguri, i Tagiki, gli Uzbeki, gli Afghani e gli Hui. Elementi nomadici, due dei quali parlano lingue turche chagatai, i Qarluq e i Naiman, costituiscono le fondamenta delle moderne culture turcofone Kipčak dei Kazaki, dei Kirghisi e dei Tatari.

### Prime migrazioni

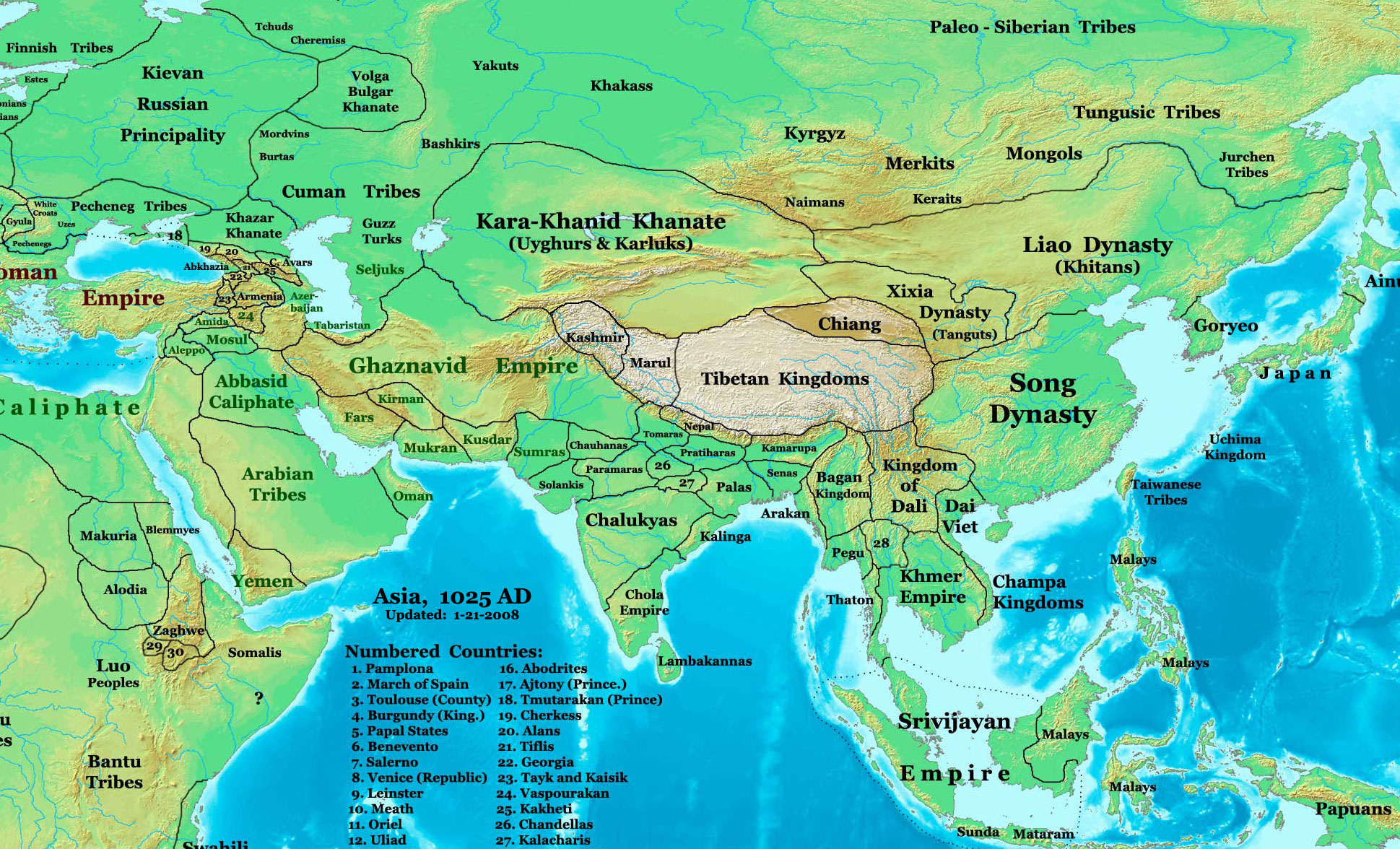
Khanato karakhanide

Una branca di Uiguri migrò negli stanziamenti cresciuti nelle oasi del Bacino del Tarim e a Gansu, come pure a Gaochang (Khoja) e Hami (Kumul) e organizzò una confederazione di Stati decentralizzati buddisti, chiamati dei Kara-Khoja. Altri, occupando le aree occidentali dello stesso bacino, la vallata del Ferghana, la Zungaria e parti del Kazakistan confinanti con il Sultanato musulmano del Khwarazm, abbracciarono l'Islam al più tardi nel X secolo ed edificarono una federazione con istituzioni islamiche chiamata dei Kara-Khanlik, le cui principali dinastia sono chiamate dagli storici karakhanidi.
Nel 999 Harun (o Hasan) Bughra Khan, nipote del principale capo della confederazione uiguro-karluk, occupò Bukhara, capitale all'epoca dei Samanidi. I domini samanidi furono divisi tra i Ghaznavidi - che acquisirono il Khorasan e l'attuale Afghanistan - e i Karakhanidi, che ebbero la Transoxiana; il fiume Oxus così divenne il confine fra due imperi rivali. Durante questo periodo i Karakhanidi si convertirono all'Islam.
Ai primi dell'XI secolo l'unità della dinastia karakhanide fu infranta da uno stato permanente di guerra interna. Nel 1041 Muhammad ʿAyn al-Dawla (che regnò tra il 1041 e il 1052) assunse il controllo della branca occidentale della famiglia, basata a Bukhara. Dopo l'ascesa dei Selgiuchidi alla fine dell'XI secolo in Iran, i Karakhanidi divennero virtuali vassalli dei Selgiuchidi. Più tardi essi avrebbero subito la duplice sovranità dei Kara-Khitay a nord e dei Selgiuchidi a sud.
Con il declino del potere selgiuchide, i Karakhanidi caddero nel 1140 sotto il dominio della confederazione rivale di cultura turca dei Kara Khitay, basata nella Cina settentrionale. ʿUthmān (che regnò tra il 1204 e il 1211) per breve periodo restaurò l'indipendenza della dinastia, ma nel 1211 i Karakhanidi furono sconfitti dal Khwārezm-Shāh ʿAlāʾ al-Dīn Muḥammad e la dinastia si estinse.

## Famosi governanti karakhanidi

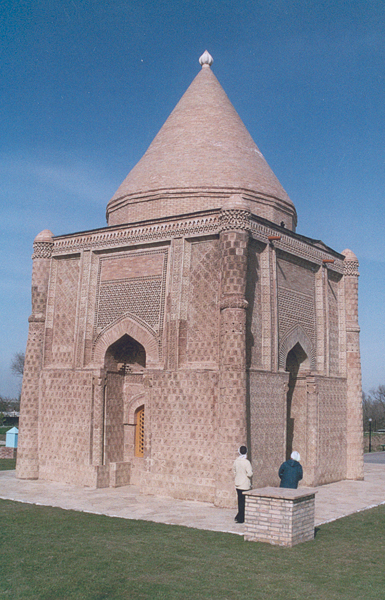
Il mausoleo restaurato di Aisha bibi, presso Taraz.

Si veda anche: Governanti karakhanidi
Storicamente, tra i più rilevanti governanti karakhanidi è incluso Mahmud Tamgach di Kashgar. Dopo la sconfitta della Dinastia Khitan da parte della Dinastia Jīn nella Cina settentrionale, il grande Mandarino Khitan Yelü Dashi fuggì dalla Cina alla testa di una piccola banda di soldati Khitan, reclutò guerrieri tra i Tanguti, i Tibetani, i Qarluq, i Kara-Khoja e i Naiman e marciò verso occidente alla ricerca di asilo.
Yelu Dashi fu accolto nell'ospitale regno Tangut Xia occidentale e tra i Kara-Khoja buddisti. Tuttavia egli fu tenuto fuori dai musulmani Karakhanidi presso Gulja e Kashgar. Furioso, assoggettò gli Stati karakhanidi a uno a uno e costituì la sovranità Kara-Khitan in Balasagun sul fiume Ču. Diversi comandanti militari di lignaggio karakhanide, come il padre di Osman del Khwārezm, fuggirono dalle contrade karakhanidi durante l'invasione dei Kara-Khitan.

Il 15 luglio 1244, su invito del sultano ayyubide al-ʿĀdil II, ʿOsmān del Khwārezm marciò su Gerusalemme e assediò vittoriosamente la Città Santa, strappandola ai Crociati, che l'avevano ottenuta grazie all'accordo sottoscritto dall'imperatore Federico II di Svevia e dal sultano ayyubide al-Malik al-Kamil, in occasione della cosiddetta Sesta crociata.

### Elenco dei governanti
- Bilge Kul Qadir Khan (840–893)
- Bazir Arslan Khan (893–920)
- Oghulcak Khan (893–940)
- Satuk Bughra Khan 920–955, nel 932 adottò l'Islam, nel 940 prese il potere a discapito di Karluks
- Musa Bughra Khan 955–958
- Suleyman Arslan Khan 958–970
- Ali Arslan Khan 970–998, Grande Qaghan
- Ahmad Arslan Qara Khan 998–1017, figlio di Ali Arslan
- Mansur Arslan Khan 1017–1024, figlio di Ali Arslan
- Muhammad Toghan Khan 1024–1026, figlio di Hasan b. Sulayman
- Yusuf Qadir Khan 1026–1032, figlio di Hasan b. Sulayman
- Ali Tigin Bughra Khan (1020–1034), Grande Qaghan a Samarcanda, figlio di Hasan b. Sulayman
- Abu Shuja' Sulayman 1034–1042

## Invasione kara-khitan

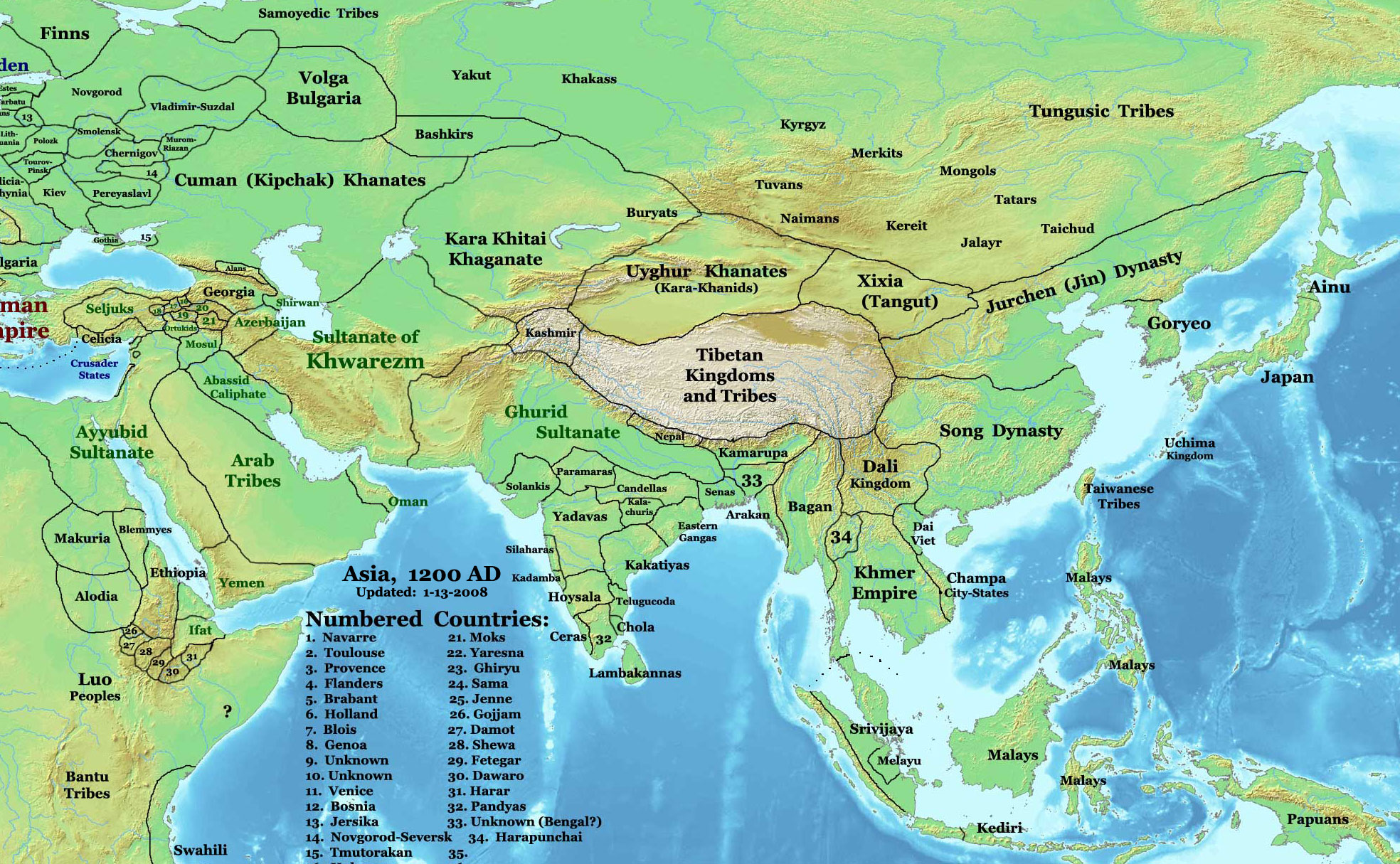
L'Asia nel 1200. Si vedano il Kharato kara-khitan e le entità confinanti.

Il Khanato kara-khitan, benché duro verso i popoli musulmani di cultura turca, non spogliarono di tutti i loro domini i Kharakhanidi. Invece, i Khitan (molti dei quali erano all'epoca Naiman, Tangut e Qarluq parlavano il medesimo idioma turco dei Karakhanidi) si ritirarono nelle steppe settentrionali e impiegarono i Karakanidi come loro collettori d'imposte e amministratori delle popolazioni islamiche sedentarie (la stessa pratica fu adottata dall'Orda d'Oro nelle steppe russe). I Kara-Khitan impiegarono anche generali musulmani karakhanidi come Muhammad Tai, che capitolò di fronte all'usurpatore naiman Kuchlug all'epoca della dinastia dei Kara-Khitan. Kuchlug, l'ultimo governante della dinastia Kara-Khitan, fu particolarmente severo con le popolazioni musulmane che si trovavano sotto la sua sovranità. Giunse fino a forzarli alla conversione al Buddismo - la religione dominante dei Kara Khitan - dal loro originario islam. L'élite kara-khitan e i loro soldati Naiman, si può notare, erano spesso cristiani nestoriani, come suggerito dai nomi siriaci degli imperatori Gur-Khan, che al tempo stesso avevano titolature confuciane e proteggevano insediamenti buddisti. I Naiman di Kuchlug erano forse ampiamente nestoriani. La ragione delle conversioni forzose al Buddismo fu forse la povertà delle istituzioni nestoriane, che rendevano il nestorianesimo uno strumento inadatto per governare popolazioni sedentarie.

## Caduta
Ai primi del XIII secolo il governante kara-khitan Kuchlug, un irriducibile nemico di Gengis Khan, fu sgominato dall'avanzata dell'esercito mongolo, assieme al suo Stato militare kara-khitanide. I suoi vassalli, i Karakhanidi, offrirono scarsa resistenza ai Mongoli. Kuchlug mise fine all'esistenza della parte orientale dell'identità statale karakhanide nel 1211. Del pari, il Khwārezm-Shāh distrusse la parte occidentale dello Stato karakhanide nel 1212.

## Cultura

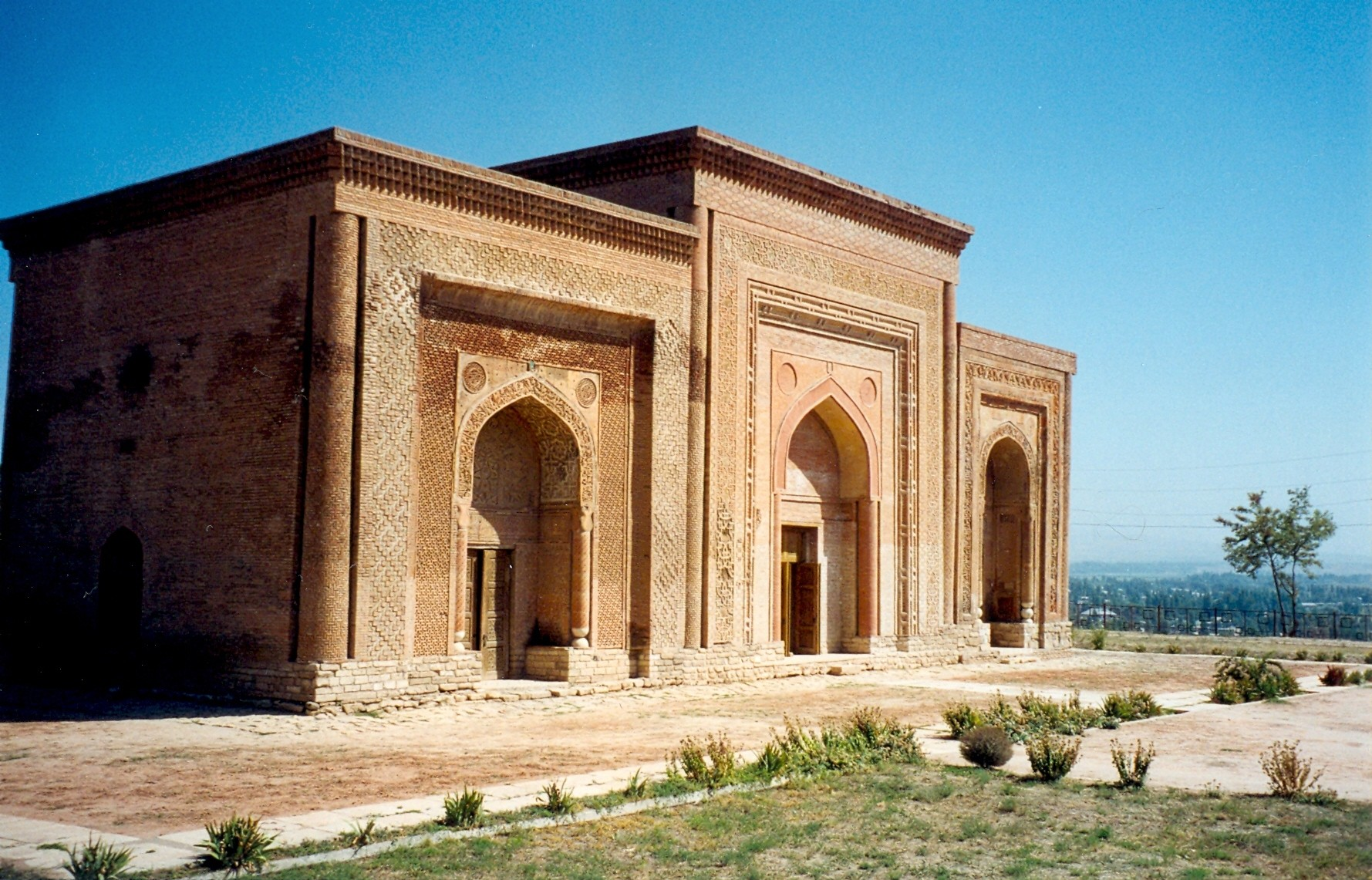
Un mausoleo karakhanide dell'XI-XII secolo a Uzgen (Kirghizistan).

È forse a causa delle somiglianze fra le culture karakhanide e Kara-Khoja che durante i periodi degli Yuan e Ming le terre che furono un tempo dei Kara-Khoja e degli Xi Xia furono popolate da convertiti all'Islam indistinguibili dai territori dei Chagatay e dei Timuridi. Questi musulmani di cultura turca sotto influenza cinese adottarono più tardi la lingua cinese mentre mantenevano ancora ampie relazioni commerciali con il Turkestan. Essi furono chiamati in cinese "Hui", termine evidentemente derivato da "Huihui" o "Huihu", una traslitterazione arcaica di "Uiguri". La cultura karakhanide esordì come tradizione letteraria, con una componente di soggetti musulmani che scrivevano con l'andamento scrittorio sogdiano verticale del primo Khaganato uiguro.
Il clan principesco islamizzato dei Qarluq, i Balasaghunlu Ashinalar (karakhanidi) gravitavano nell'orbita culturale iranica dopo che la sua autonomia politica e la sua sovranità sull'area centrasiatica era stata assicurata nel corso del IX-X secolo. Dal momento che i Karakhanidi divennero sempre più persianizzati (al punto di adottare "Afrasiab", una figura mitica dello Shahnameh come eponimo della loro dinastia), essi s'insediarono in numerosi centri indo-iranici come Kashgar, e si distaccarono sempre più dalle tradizioni nomadiche dei loro alleati Qarluq, molti dei quali mantennero la fede religiosa nestoriana-mahayana-manichea dell'antico Khanato uiguro.

## Retaggio
Il retaggio karakhanide può essere dedotto dalla perdurante eredità culturale fra le coeve culture dell'Asia Centrale tra il IX e il XIII secolo. Il dialetto karluk-uiguro parlato dalle tribù nomadi e dalle popolazioni turchizzate sedentarizzatesi sotto il dominio karakhanide si affermò fra le due maggiori branche della famiglia linguistica "turca": il Chagatai e il Kipchak. Il modello culturale karakhanide, che combinava insieme la cultura nomadica turca e quella delle istituzioni dei popoli sedentarizzati islamici, si diffuse negli antichi territori Kara-Khoja e Tangut, a est e a sud del subcontinente centrasiatico, nel Khorasan (Turkmenistan, Afghanistan e Iran settentrionale), nei territori dell'Orda d'Oro (Tataristan) e Turchia. Gli Stati e le società chagatai, timuridi e uzbeki ereditarono gran parte delle culture dei Karakhanidi e dei Corasmi senza alcuna soluzione di continuità.